# SN 1998bw
SN 1998bw est une supernova de type Ic découverte le 26 avril 1998 dans la galaxie spirale ESO 184-G82 située à environ 140 millions d'années-lumière de la Voie lactée.
Cette supernova est la première qui pourrait être directement liée a un sursaut gamma, GRB 980425, qui a eu lieu le jour précédent.
Quelques astronomes croient qu'elle pourrait être le premier exemple de collapsar.